# HD39220
HD39220 — хімічно пекулярна зоря спектрального класу A0, що має видиму зоряну величину в смузі V приблизно 5,2.
Вона  розташована на відстані близько 405,2 світлових років від Сонця.

## Фізичні характеристики
Зоря HD39220 обертається 
досить швидко 
навколо своєї осі. Проєкція її екваторіальної швидкості на промінь зору становить Vsin(i)= 75км/сек.
Телескоп Гіппаркос зареєстрував фотометричну змінність даної зорі з періодом 2,93 доби в межах від Hmin= 5,34 до Hmax= 5,18.